# مشكاة (عمارة)

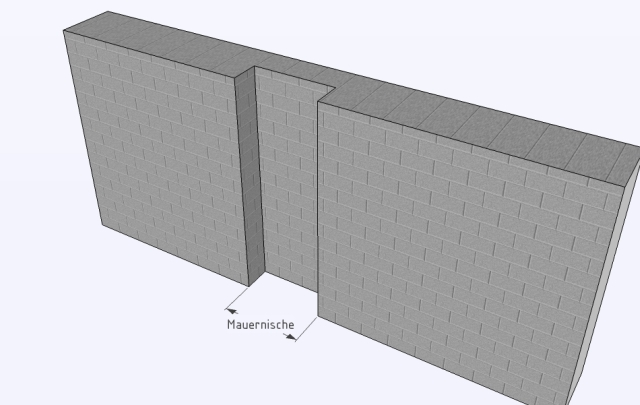
تمثيل تخطيطي لمشكاة في جدار.

المِشْكاة (الجمع: مِشكاوات ومشاكٍ ومشاكي) هي «تجويف الجدار». إذا كان عرض الموضع صغيرًا جدًا، فيُطلق عليه «شق الجدار». يمكن أن تكون المنافذ نصف دائرية أو مربعة وتحتل ارتفاع الجدار بالكامل أو جزء منه فقط. ويمكن دمج المشكاة في الجدار (غالبًا في المحراب)، ولكن يمكن أيضًا رؤيتها من جانبي الجدار - على شكل فجوات.
شائعة الوجود في قبور الفراعنة، حيث كانت في شكل «شبه باب» و «شبه نافذة». في العصر الحديث لها تطبيقات متعددة، انظر اسفله.

## تكنولوجيا البناء

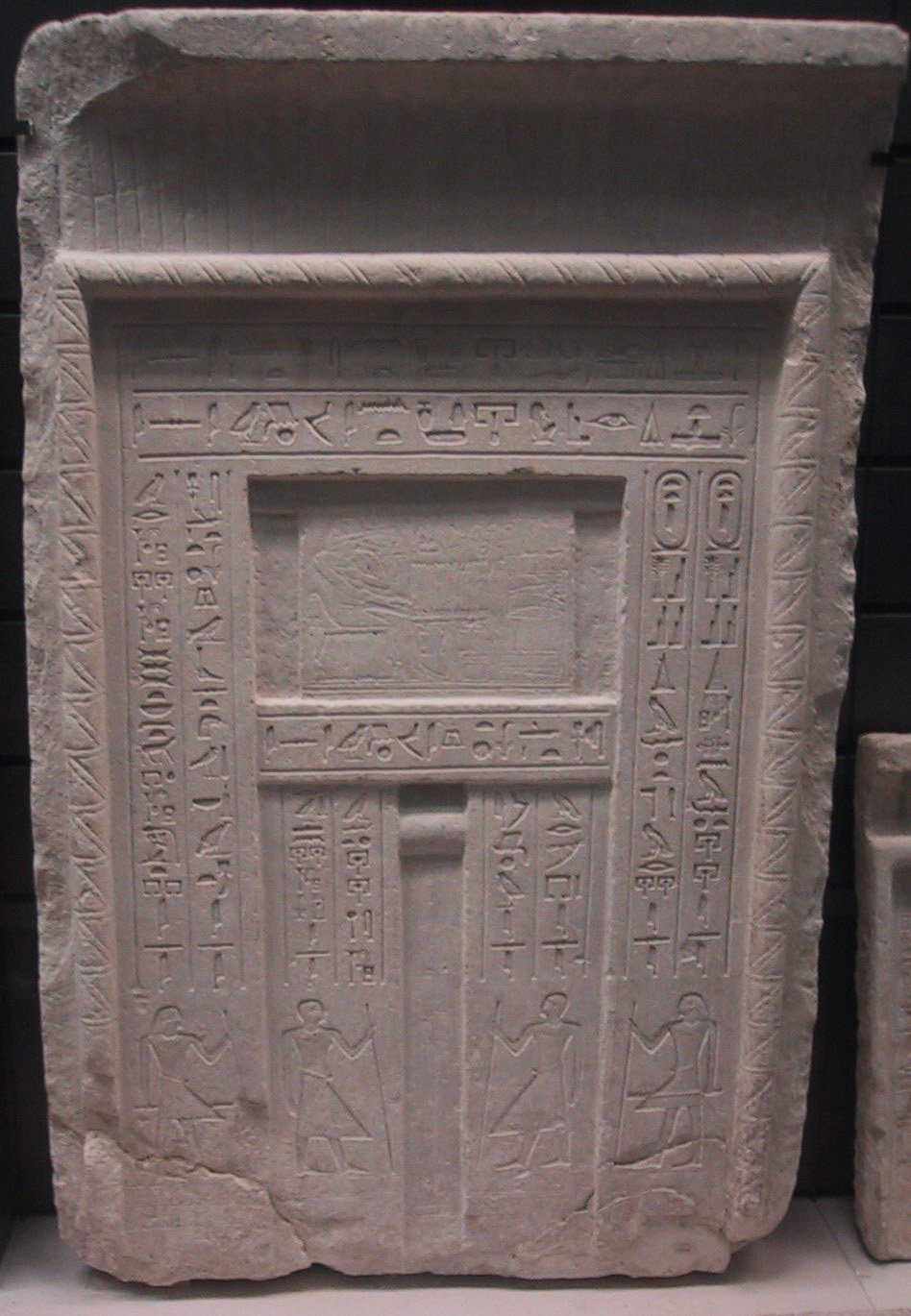
باب زائف من الدولة المصرية القديمة ، معروض في اللوفر ، باريس.

يتم إنشاء تجويف الحائط إما أثناء مرحلة البناء أو يتم كسرها لاحقًا. في الحالة الأخيرة، يجب على المهندس الإنشائي التحقق مما إذا كان مكانه لا يؤثر بشكل كبير على قدرة تحمل الأحمال للجدار. يجب أن يكون لجدران البناء الحاملة حد أدنى معين من السماكة.
ومع ذلك، يمكن أن تظهر كوات الجدار أيضًا بشكل عرضي أثناء عمليات التحويل اللاحقة: على سبيل المثال، إذا تم إغلاق نافذة أو باب في الجدار الخارجي السميك نسبيًا لمبنى قديم فقط بجدار رقيق يتحد مع الخارج، يبقى مكان مناسب من الداخل يمكن الاستعاضة عنها بجدار آخر مغلق أو بتركيب أرفف أو ما شابه ذلك حيث يمكن استغلالها.
من أجل تجنب تشوهات تركيبات على الحائط (مثل الأنابيب والكابلات والأسلاك) بالنسبة لأدوات خدمات المبنى في غرف المعيشة، يتم تضمين كوات الجدار بالفعل في التخطيط أو عند تجديد المباني القديمة. في وقت لاحق يتم إغلاق منافذ الجدار هذه ولا يمكن تمييزها عن بقية سطح الجدار.

## الوظيفة
تعمل الكوات إما كميزة تصميم لجعل سطح الجدار أكثر تشويقًا بصريًا، أو كمساحة للأثاث (الميري) أو لجهاز تدفئة أو لتركيب تماثيل والمزهريات، إلخ. إذا كان مكانًا مغطى بقوس في الأعلى، فإنه يسمى «القوس المتخصص».

## التوزيع
الكوات الجدارية معروفة منذ القدم وكانت تصنع من الخشب والطين والحجر المعماري نفسه؛ تستخدمها جميع الثقافات القديمة تقريبًا. منها ما يوجد في قبور قدماء المصريين بما يسمى «باب زائف» أو «نافذة زائفة» تمثل اتصالا بالعالم الخارجي. وفي اليهودية محراب التوراة في المعابد، وفي الإسلام المحراب في المساجد.

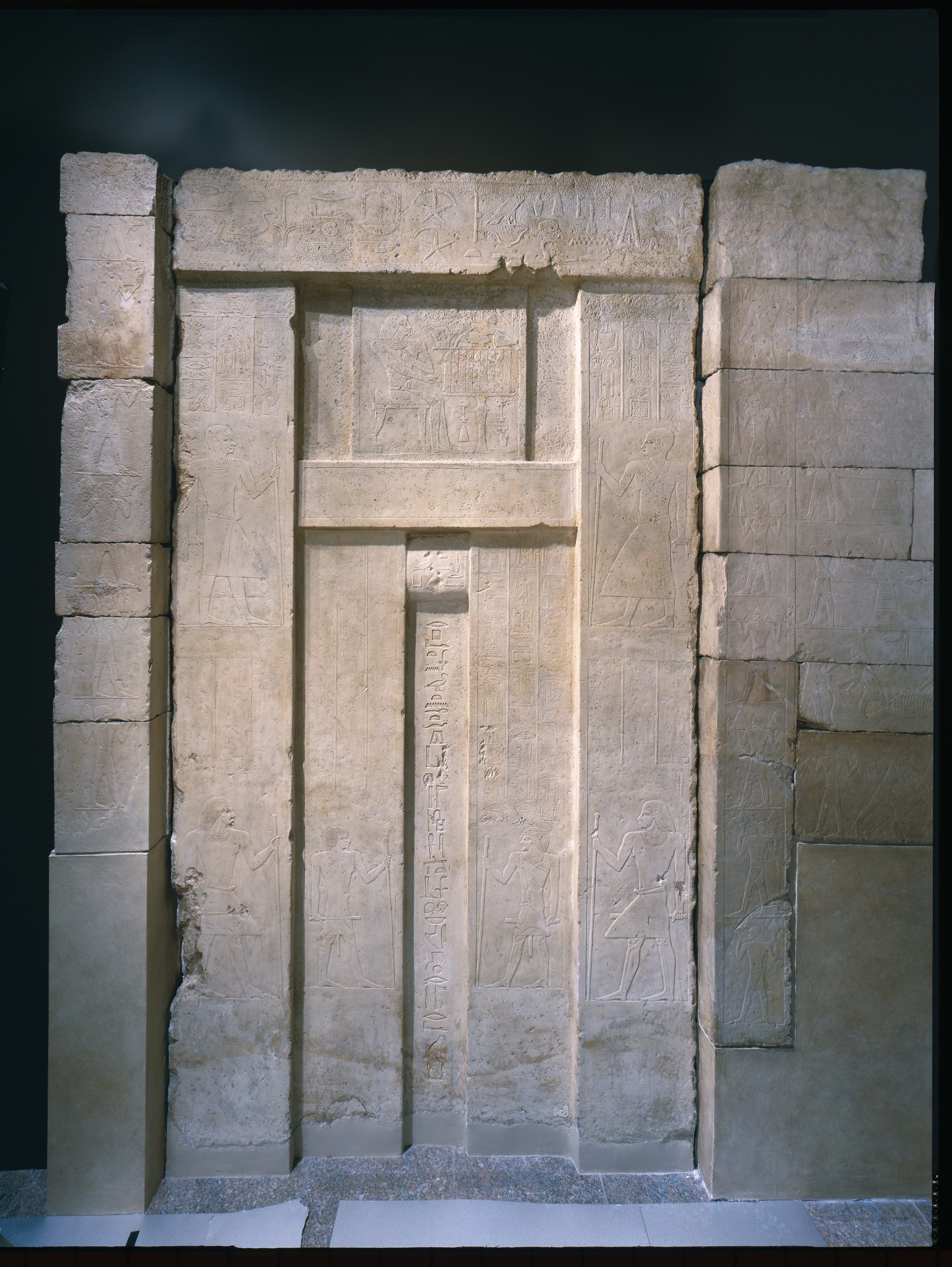
باب زائف في أحد معابد قدماء المصريين قبل نحو 2400  سنة قبل الميلاد.
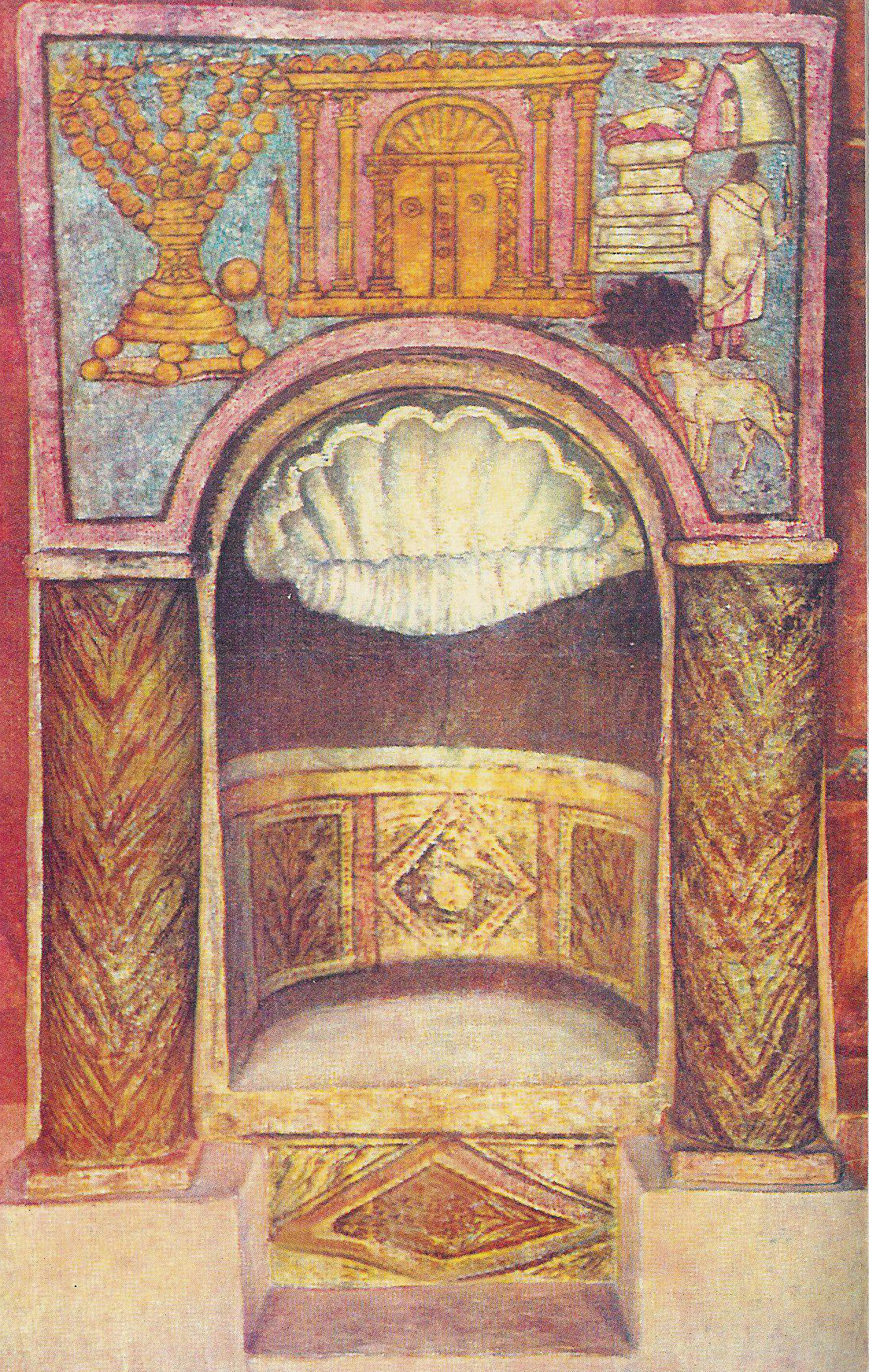
جدارية لمكانة في كنيس دورا أوروبوس
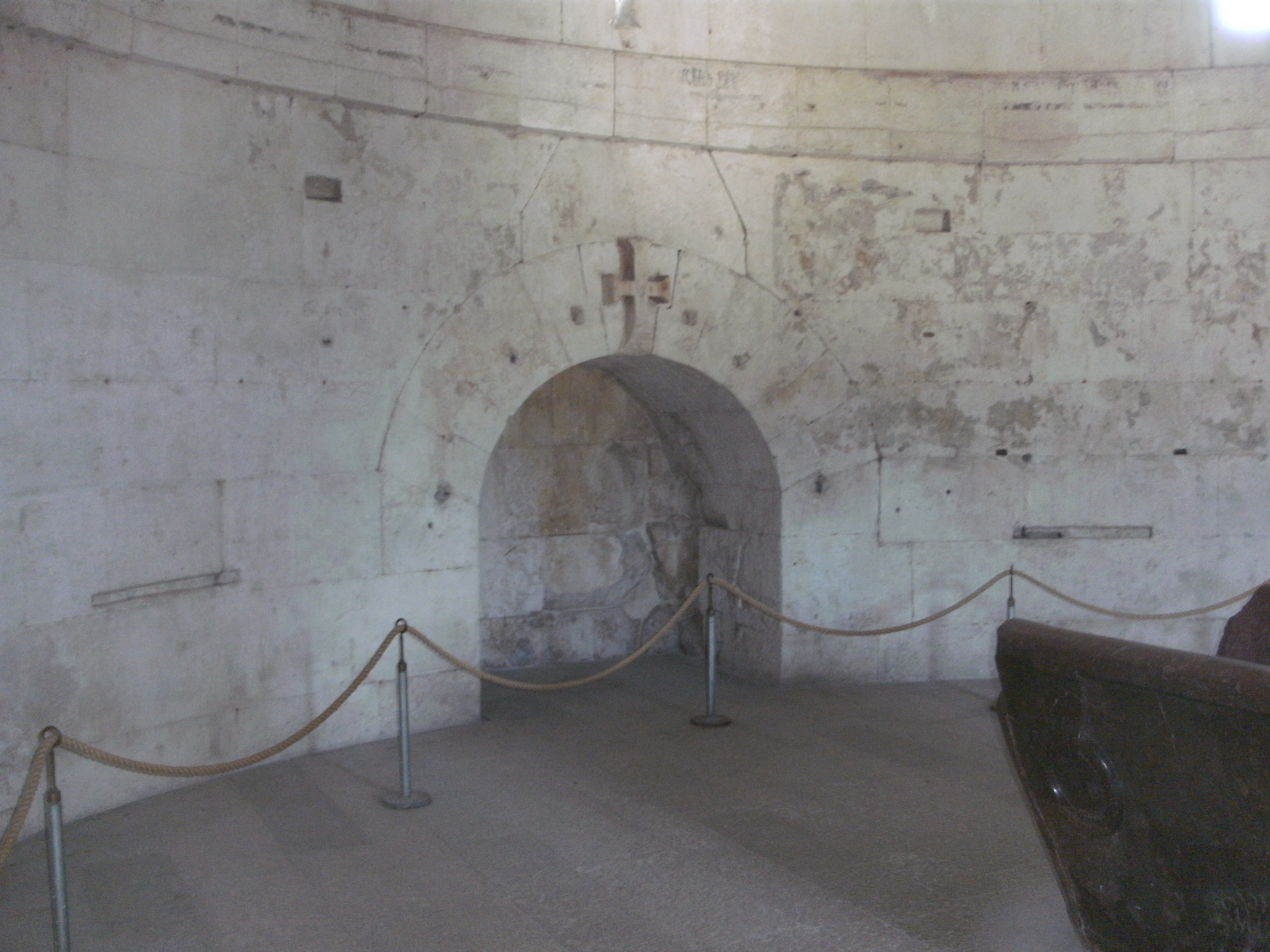
مكانة المذبح في قبر تيودوريك ، رافينا
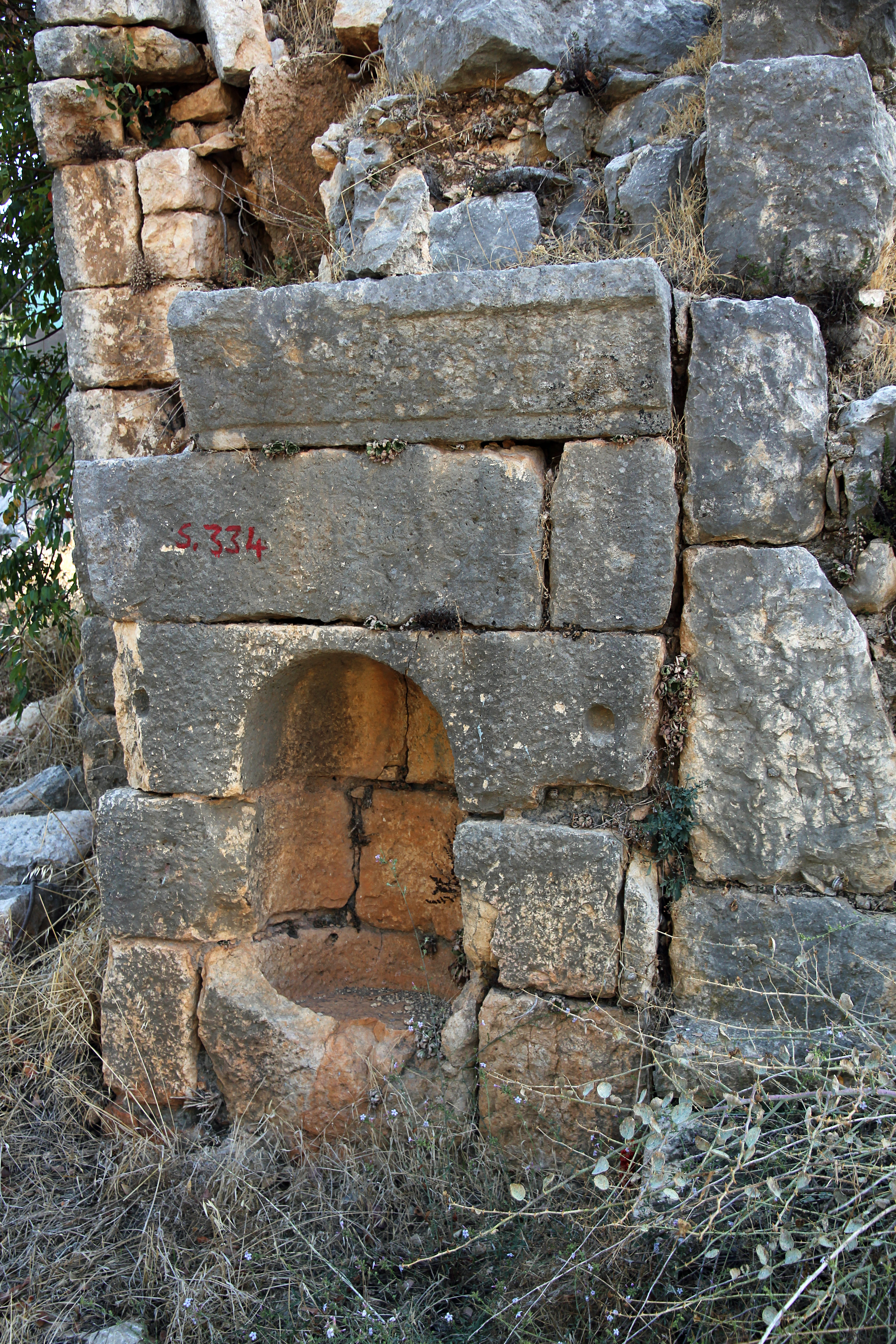
مكانة الجدار مع خط المياه المقدسة
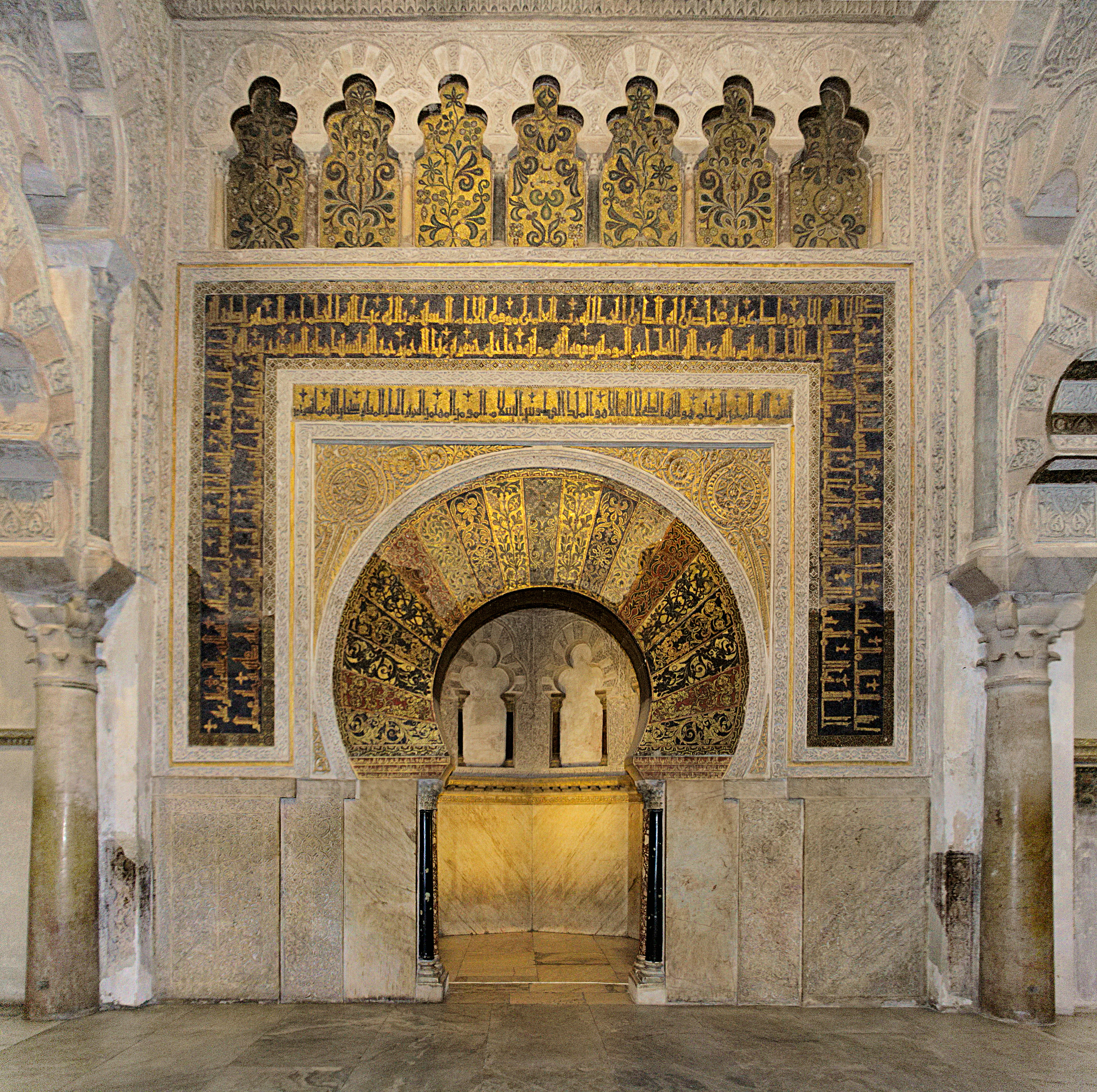
محراب ميزكيتا قرطبة
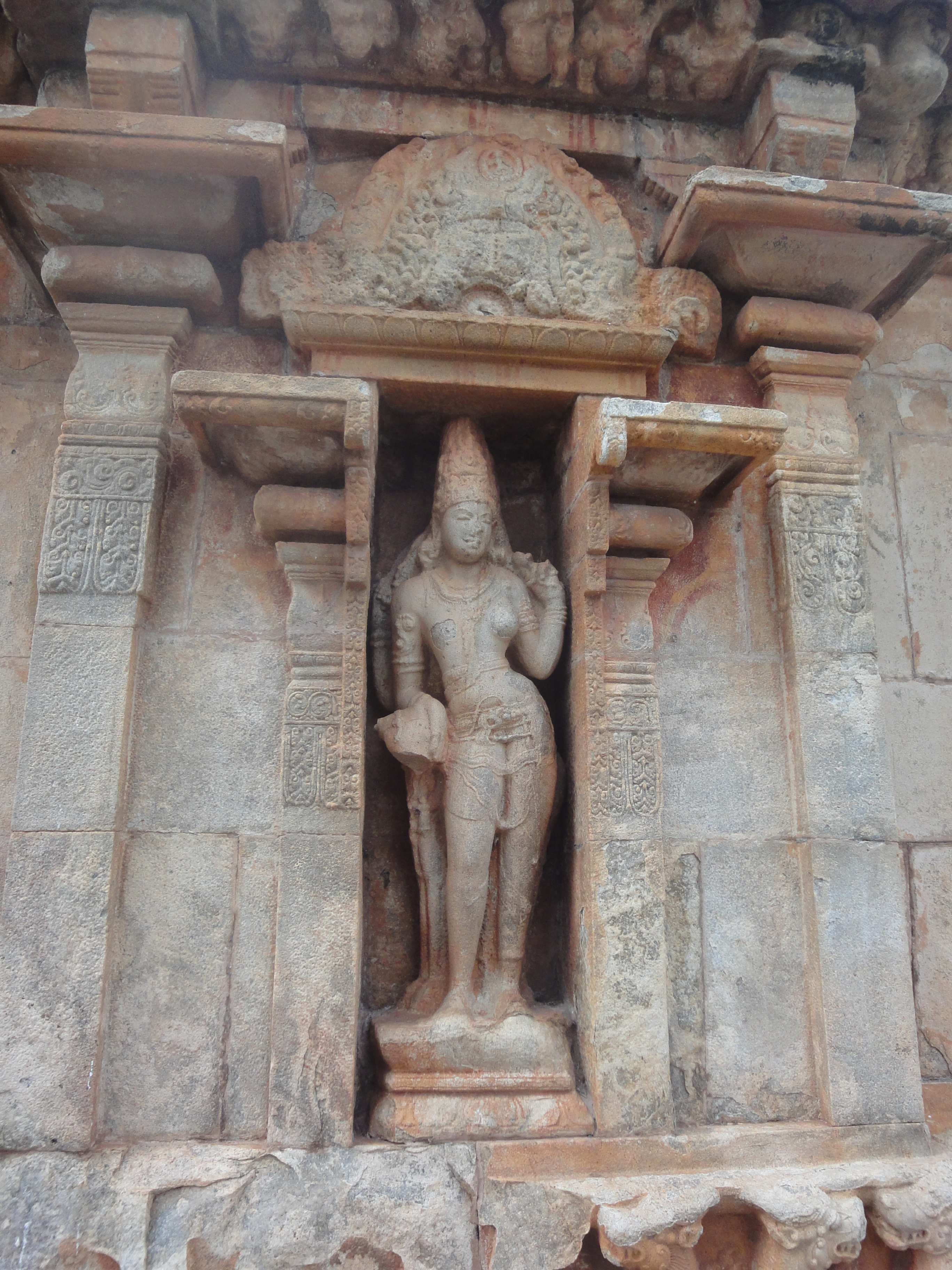
صورة لأردهاناريشفارا في الجدار الخارجي لمعبد هندوسي في كودومبالور ، الهند
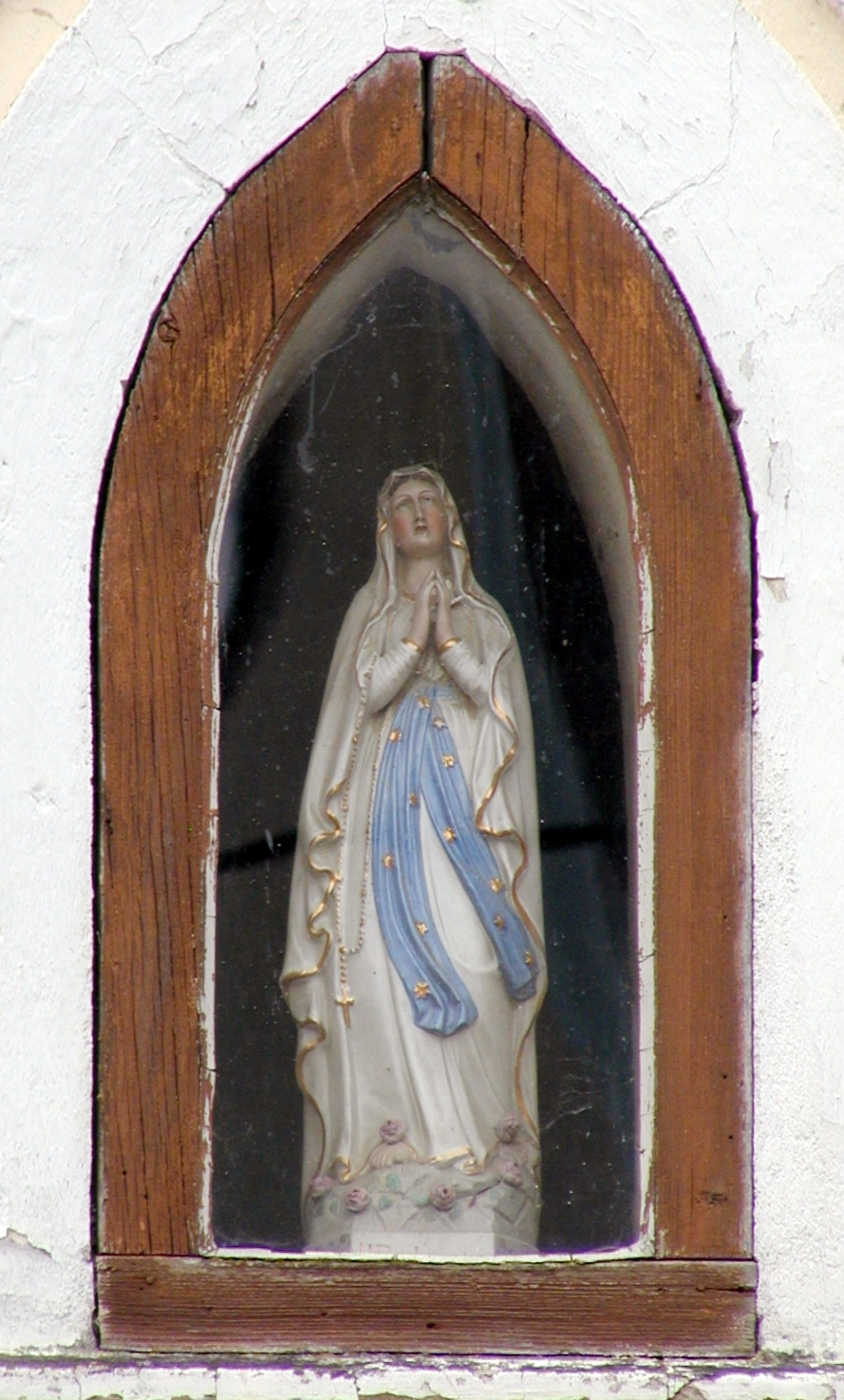
مكانة الشكل مع ماريا ، كلينكيرشبيرج

## المؤلفات
- نوربرت ك.بيتر: موسوعة تكنولوجيا البناء ، 2 الطبعة، CF مولر، هايدلبرغ 2005، ISBN 3-7880-7763-8